# Dachberg (Gemeinde Guttaring)
Dachberg ist eine Ortschaft in der Gemeinde Guttaring im Bezirk Sankt Veit an der Glan in Kärnten (Österreich). Die Ortschaft hat 13 Einwohner (Stand 1. Jänner 2024).

## Lage
Die Ortschaft liegt am Südwestrand der Gemeinde Guttaring, am Übergang des Brückler Berglands zum Krappfeld. Sie liegt auf dem Gebiet der Katastralgemeinde Hollersberg, unmittelbar an der Grenze zur Nachbargemeinde Althofen. Zur Ortschaft gehören der Hof Dachberger (Simonhube, Haus Nr. 7) etwa 500 m südlich des am Rand der Gemeinde Althofen liegenden Kurzentrums, und der Hof Mohnhofer (Mannhofer, Haus Nr. 3), etwa 300 m nördlich des Kurzentrums.

## Namenkundliches
Heinz-Dieter Pohl setzte den 1074 erwähnten mons [Berg] Techingen
mit dem heutigen Dachberg gleich und stellte den Ortsnamen "zum d[eu]t[schen] P[ersonen]N[amen] Dahho", was bei den Leuten des Dachos bedeuten würde.
Für Eberhard Kranzmayer war hingegen eine Erwähnung „am Tachperg“ aus dem Jahr 1459 der erste urkundliche Beleg des Namens Dachberg, und aus seiner Sicht sei der Ort „wegen der Bergform“ so benannt.
Peter Bergmann leitete den Namen Dachberg von „Tachen“, einer anderen Bezeichnung für Lehm, ab, und verwies darauf, dass Lehmabbau für Töpferwaren am Dachberg bereits für das Jahr 1559 belegt ist.

## Geschichte

### Mittelalter
Für das Jahr 1074 ist am Krappfeld ein mons [Berg] Techingen bezeugt,
den August Jaksch mit Dachberg gleichsetzte.
1176 bestand dieser Ort aus mindestens drei Mansen. 
Spätestens seit dem 14. Jahrhundert tritt der Name Dachberg in seiner heutigen Form auf, wie die Nennung von „Dachperch“ in einer damaligen Beschreibung des Burgfrieds Guttaring zeigt.

### Neuzeit
1829 bestand Dachberg aus sieben Höfen. Diese erstreckten sich vom abgekommenen, beim heutigen vulgo Dachberger gelegenen vulgo Max im Süden bis zum abgekommenen, 300 Meter südlich der Speckbauerhöhe gelegenen vulgo Griebler im Norden.
Der Ort gehörte in der ersten Hälfte des 19. Jahrhunderts zum Steuerbezirk Althofen (Herrschaft und Landgericht) und kam bei Gründung der Ortsgemeinden 1850 an die Gemeinde Guttaring. Heute gehören nur mehr 2 Höfe zur Ortschaft; zuletzt kam der Narrischbauer bald nach Mitte des 20. Jahrhunderts ab, als unmittelbar daneben auf Gebiet der Gemeinde Althofen ein Kur- und Rehabilitationszentrum  errichtet wurde.

## Bevölkerungsentwicklung

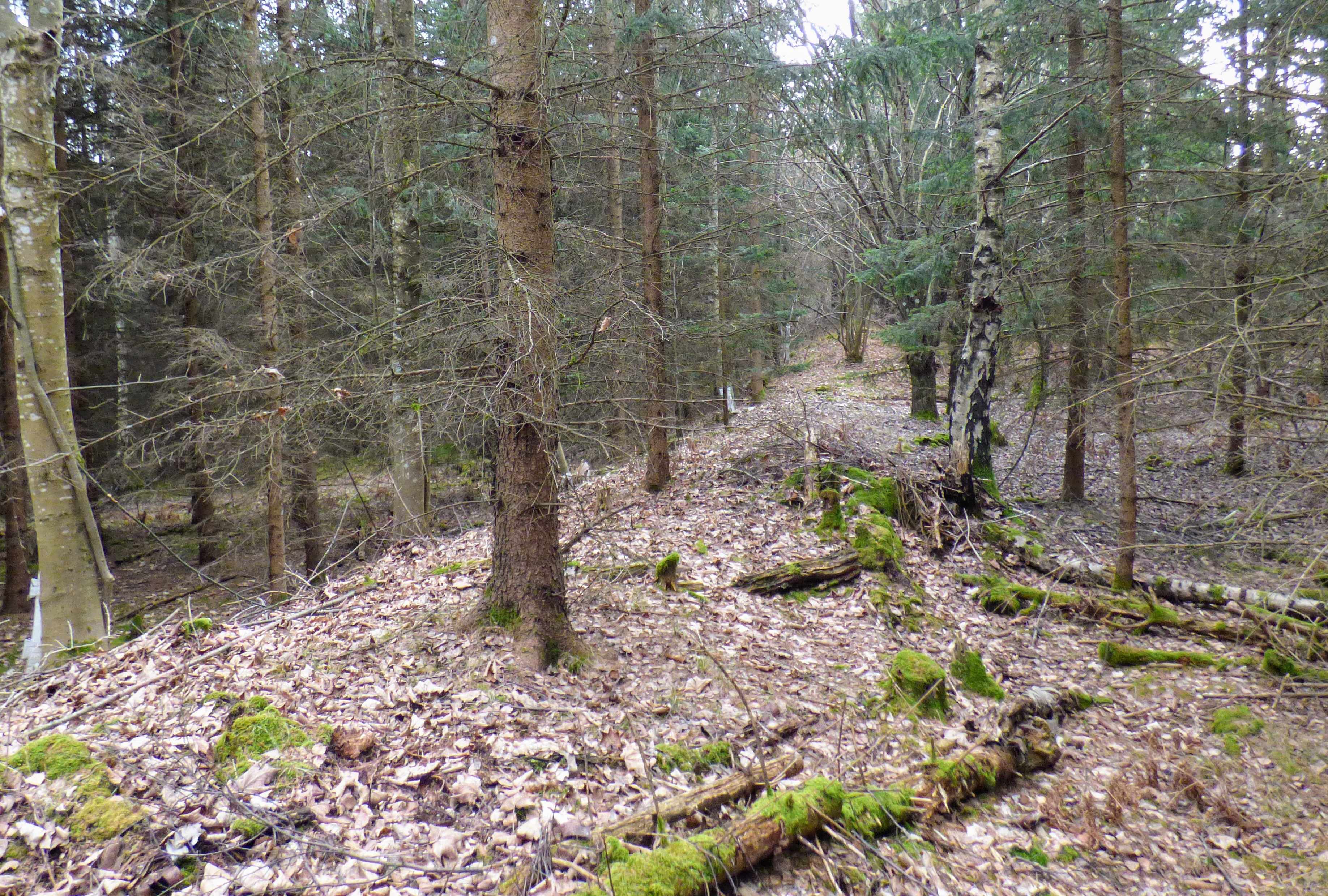
Reste einer Wallanlage

Für die Ortschaft zählte man folgende Einwohnerzahlen:
- 1869: 6 Häuser, 34 Einwohner[10]
- 1880: 5 Häuser, 39 Einwohner[11]
- 1890: 4 Häuser, 28 Einwohner[12]
- 1900: 4 Häuser, 39 Einwohner[13]
- 1910: 4 Häuser, 30 Einwohner[14]
- 1923: 5 Häuser, 39 Einwohner[15]
- 1934: 22 Einwohner[16]
- 1961: 2 Häuser, 13 Einwohner[17]
- 2001: 2 Gebäude (davon 2 mit Hauptwohnsitz) mit 3 Wohnungen; 9 Einwohner und 0 Nebenwohnsitzfälle; 3 Haushalte; 1 Arbeitsstätte, 2 land- und forstwirtschaftliche Betriebe[18]
- 2011: 2 Gebäude, 13 Einwohner, 3 Haushalte, 0 Arbeitsstätten[19]
- 2021: 2 Gebäude, 15 Einwohner, 3 Haushalte, 3 Arbeitsstätten[20]